# Black Eagle (Montana)
Black Eagle és una concentració de població designada pel cens dels Estats Units a l'estat de Montana. Segons el cens del 2000 tenia 914 habitants.

## Demografia
Segons el cens del 2000, Black Eagle tenia 914 habitants, 418 habitatges, i 237 famílies. La densitat de població era de 227,7 habitants per km².
Dels 418 habitatges en un 24,4% hi vivien nens de menys de 18 anys, en un 38,8% hi vivien parelles casades, en un 12% dones solteres, i en un 43,1% no eren unitats familiars. En el 38,3% dels habitatges hi vivien persones soles l'11,7% de les quals corresponia a persones de 65 anys o més que vivien soles. El nombre mitjà de persones vivint en cada habitatge era de 2,19 i el nombre mitjà de persones que vivien en cada família era de 2,86.
Per edats la població es repartia de la següent manera: un 23,9% tenia menys de 18 anys, un 8,6% entre 18 i 24, un 29,1% entre 25 i 44, un 24,8% de 45 a 60 i un 13,6% 65 anys o més.
L'edat mediana era de 38 anys. Per cada 100 dones de 18 o més anys hi havia 104,7 homes.
La renda mediana per habitatge era de 23.529 $ i la renda mediana per família de 31.771 $. Els homes tenien una renda mediana de 26.250 $ mentre que les dones 17.321 $. La renda per capita de la població era de 18.269 $. Aproximadament el 8,1% de les famílies i l'11,1% de la població estaven per davall del llindar de pobresa.

## Poblacions més properes
El següent diagrama mostra les poblacions més properes.